# Pentos
Pentos (em grego Πένθος) era um daemon ou espírito na mitologia grega. Filho de Éter e Gaia, personificava a aflição, o pesar e os lamentos, podendo ser um dos Algos. Seu equivalente romano era Luctus.
Acompanhou uma das Erínias Tisífone para enlouquecer a Atamas, e também assistiu a Hefesto quando forjou o funesto colar de Harmonia, que converteu em desgraçados a quem o possuisse.